# Casamento de Maria do Reino Unido e Henrique Lascelles
O casamento da Princesa Maria do Reino Unido e Henrique Lascelles, Visconde Lascelles ocorreu em 28 de fevereiro de 1922 na Abadia de Westminster, em Londres. A noiva era a única filha mulher de Jorge V, e recebeu o título de Princesa Real em 1931. O noivo era membro da tradicional família Lascelles, e se tornou o 6.º Conde de Harewood em 1929 após o falecimento de seu pai, Henry Lascelles, 5.º Conde de Harewood.

## Noivado
O irmão mais velho de Maria, o futuro Eduardo VIII, conhecia Henrique desde a Primeira Guerra Mundial onde ambos serviram e o admirava por sua bravura e serviço a favor da Inglaterra. Mas o relacionamento apenas começou após eles se conhecerem no Grand National seguido por uma festa em casa em 1921. Os dois continuaram a serem vistos juntos devido ao seu amor pelo hipismo e caça apesar da diferença de idade de quinze anos.

Quando Henrique foi convidado para ficar com a família real no Castelo de Balmoral e na Sandringham House, foi notado pelos cortesãos que poderia haver um anúncio de noivado muito em breve. Em 20 de novembro de 1921, ele a pediu em casamento na York Cottage, onde a Rainha Maria escreveu em seu diário:
As 18h30 Maria veio ao meu quarto para anunciar seu noivado com Lorde Lascelles! Nós, então, avisamos J. [Jorge V] e então demos Henrique L. nossa benção. Nós tivemos que manter isso em segredo por causa de J. que deverá passar uma ordem no conselho para dar seu consentimento. É claro que todos adivinharam o que aconteceu e estávamos muito alegres e quase barulhentos no jantar. Estamos muito satisfeitos.

## Casamento
O casamento foi realizado na Abadia de Westminster, em Londres, e atraiu grandes multidões ao longo do caminho entre o local da cerimônia e o Palácio de Buckingham, muitos passaram a noite na rua, apesar das temperaturas baixas, para ver o casal em seu grande dia. Os homens feridos na Primeira Guerra Mundial, onde o noivo havia servido, receberam acomodações especiais para assistir a procissão das carruagens.
A Rainha Maria estava acompanhada por três de seus quatro filhos vivos, o Príncipe Alberto (futuro Jorge VI), o Príncipe Henrique e o Príncipe Jorge a caminho da abadia, embora o Príncipe de Gales não tenha estado presente na cerimônia. O Rei e a noiva dirigiram-se para o local na Glass Coach em uma procissão que percorreu o The Mall, passou pelo Admiralty Arch e desceu por Whitehall. A Cavalaria Doméstica participou da procissão e a rota foi ladeada por batalhões da Grenadier Guards, Coldstream Guards, Guardas Escocesas e Guarda Galesa, e os destacamentos representativos das divisões territoriais de Londres.
Cerca de 2000 convidados compareceram à cerimônia de casamento, sendo este o primeiro de um filho de um monarca a ser realizado na abadia desde que Margarida da Inglaterra se casou com João II de Brabante. Houve “uma agitação e um sussurro apressado” quando o primeiro-ministro David Lloyd George atravessou o corredor para um assento de maior destaque.

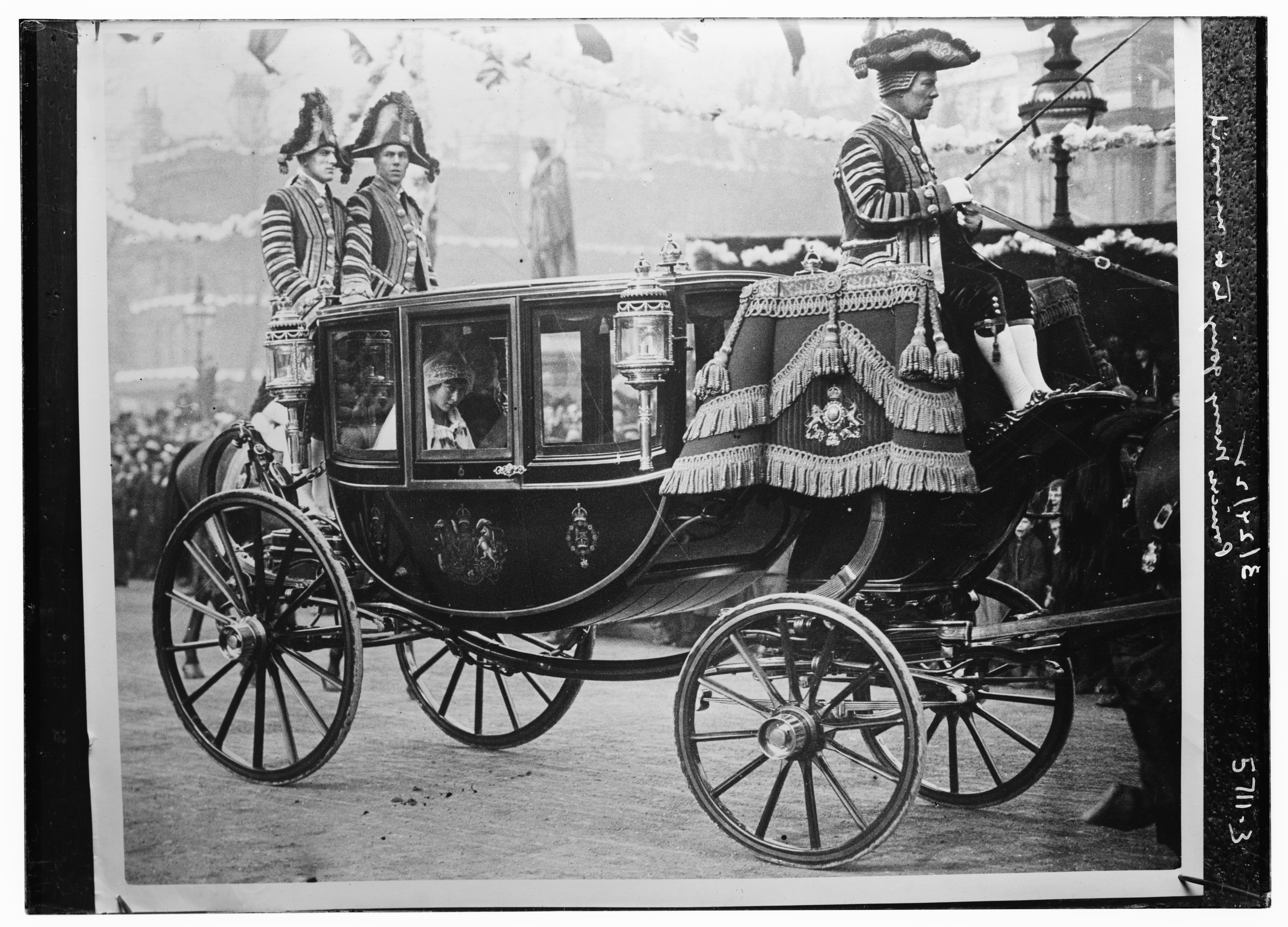
A Princesa Maria e o Rei Jorge V sendo levado para a Abadia de Westminster na Glass Coach.

O serviço religioso começou às 11h30 e foi conduzido pelo Arcebispo da Cantuária, o Arcebispo de Iorque, o Bispo de Londres e o Deão de Westminster. O ouro usado para fazer a aliança de casamento veio de uma mina do País de Gales. Carl Vandyk tirou as fotos formais e o Frank O. Salisbury foi contratado pelo rei para pintar um quadro da cerimônia que levou anos para ser concluído.

### Música
O Salmo 67, que diz “Deus tenha misericórdia de nós e nos abençoe, e faça brilhar o Seu rosto sobre nós”, foi cantado com uma canção por T. Tertius Noble. Após o discurso do Arcebispo da Cantuária, o hino “Louve, minha alma, o Rei do céu” foi cantado. Antes da assinatura do registro de casamento foi cantado o God Save the King, o hino nacional do Reino Unido. A música de saída foi a Marcha Nupcial de Sonho de Uma Noite de Verão por Felix Mendelssohn.

### Damas de honra

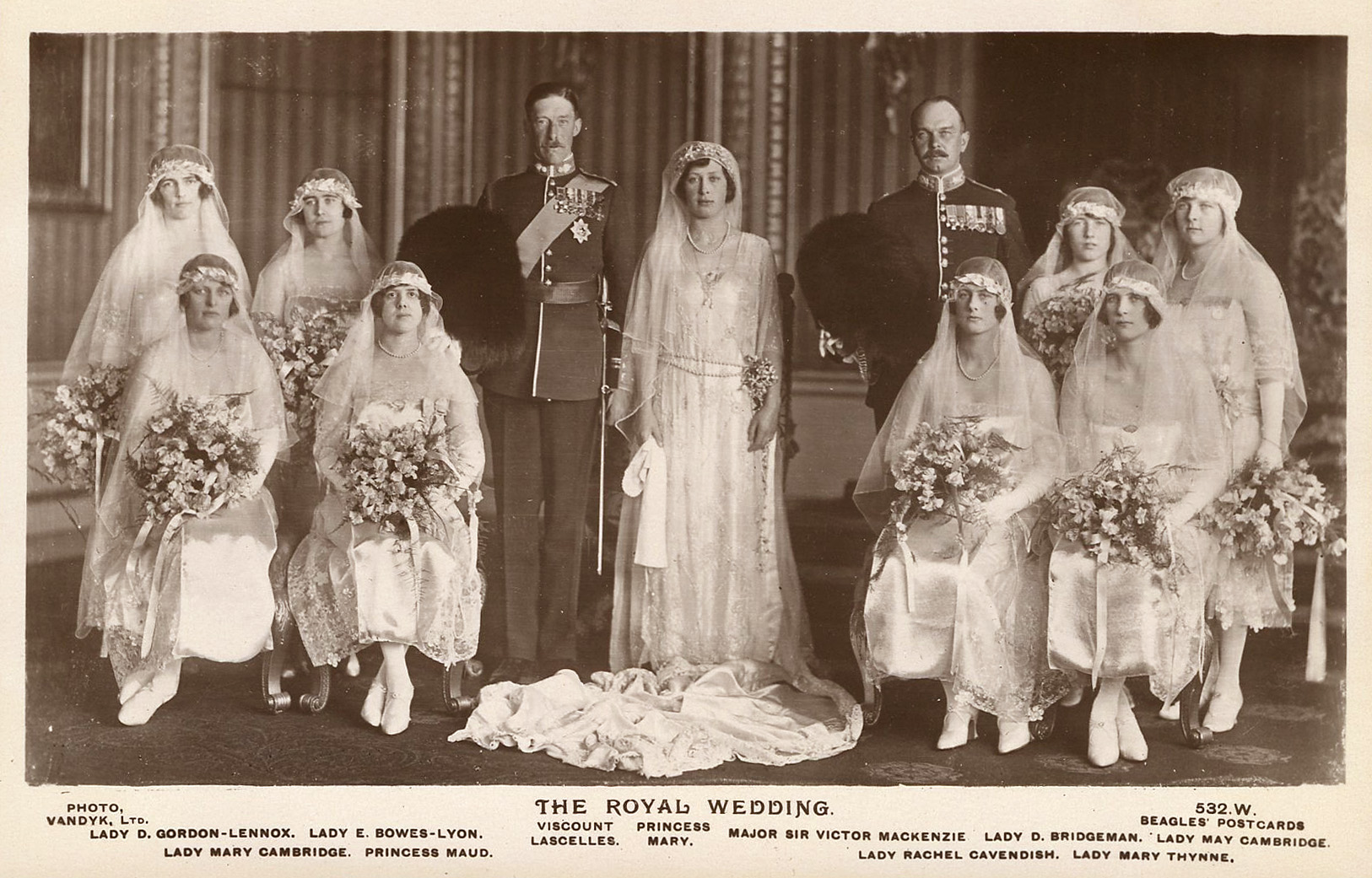
A Princesa Maria e Henrique, Visconde Lascelles com o padrinho e as damas de honra.

As damas de honra da noiva foram membros da família real britânica ou filhas de aristocratas. Sendo elas:
- Lady Isabel Bowes-Lyon, filha do Conde de Strathmore e Kinghorne.
- Princesa Matilde, filha da Princesa Real e prima paterna da noiva.
- Lady Maria Cambridge, filha do Marquês de Cambridge e prima materna da noiva.
- Lady May Cambridge, filha do Conde de Athlone e da Princesa Alice, Condessa de Athlone, e prima materna de primeiro grau e prima paterna de segundo grau da noiva.
- Lady Diana Bridgeman, filha do Conde de Bradford.
- Lady Mary Thynne, filha do Marquês de Bath.
- Lady Rachel Cavendish, filha do Duque de Devonshire.
- Lady Doris Gordon-Lennox, filha do Duque de Richmond.

Esta foi a primeira ocasião real em que Isabel, amiga pessoal da Princesa Maria, participou, anos mais tarde ela se casou com o irmão da noiva, o Príncipe Alberto, Duque de Iorque, se tornando Rainha Consorte do Reino Unido após sua ascensão ao trono em 1936.

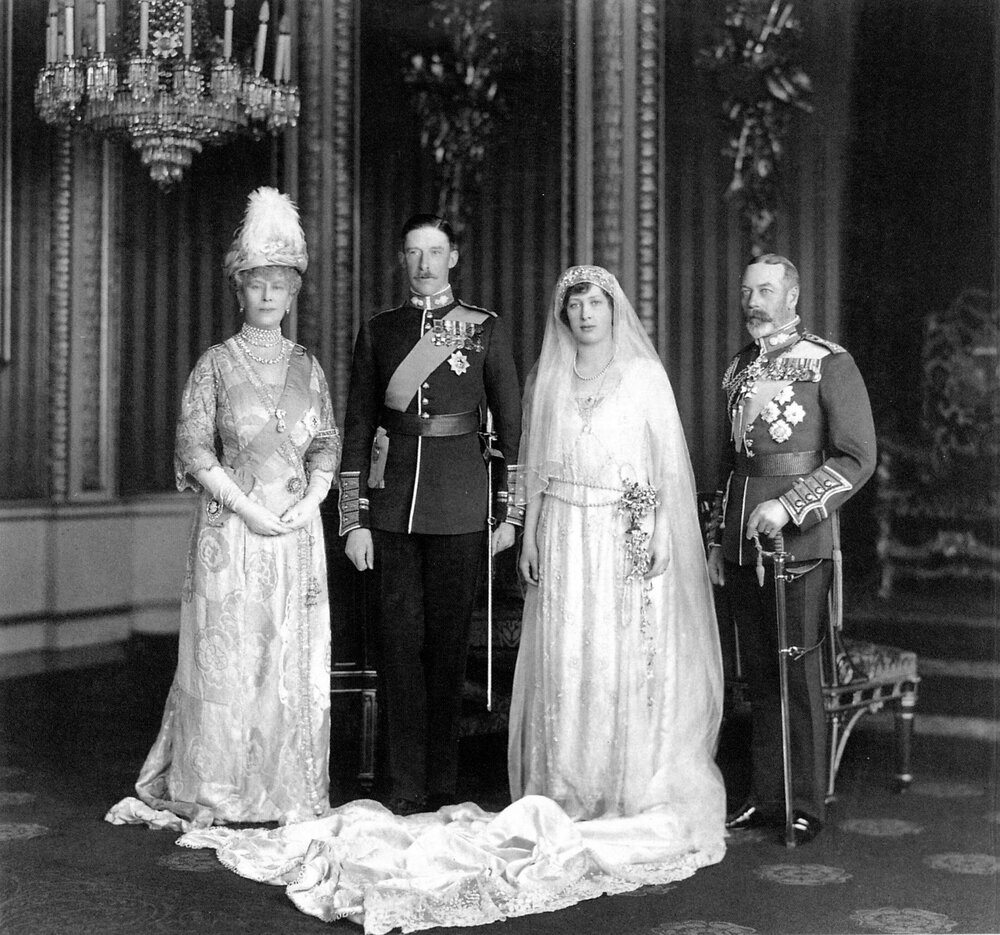
A Princesa Maria e Henrique, Visconde Lascelles com o Rei Jorge V e a Rainha Maria.

### Vestimentas
O vestido de noiva de Maria foi desenhado por Messrs. Reville, Ltd., sendo feito com um tecido prateado e cauda de seda marfim, combinando “simplicidade juvenil com esplendor real” e sendo projetado para refletir “a posição de Grã-Bretanha como governante de um vasto império, com emblemáticas flores de lótus bordadas na Índia aparecendo ao lado de um trabalho doméstico, mas igualmente simbólico, de treliças de rosas em pérolas e contas de cristal”.
A seda foi trazida da Índia pela Rainha Maria quando ela visitou o país em 1911. A Rosa de Tudor estava bordada no vestido. A cauda tinha quatro metros de comprimento e era feita de brocado bordado com flor de lótus para a Índia, folha de bordo para o Canadá, acácia para a Austrália e samambaia para a Nova Zelândia. Nos ombros, a cauda era enfeitada com renda Honiton presenteada pela mãe da noiva.
Em vez de usar uma tiara, Maria usava três fios de flor de laranjeira que prendiam o véu delineado com pérolas. Em termos de joalheria, Maria usou um broche de diamantes e pérolas, presente do noivo, e em seu corpete usava o broche que lhe foi dado pelos Royal Scots. Todas as damas de honra usavam um tecido prateado sobre cetim marfim e broches idênticos com as iniciais M & H dadas a elas por Henrique, e os seus véus eram presos por faixas de prata. O noivo usava o uniforme da Grenadier Guards e a faixa azul da Ordem da Jarreteira.
A cerimônia foi o primeiro casamento real a ser coberto em revistas de moda, incluindo a Vogue. A “cauda recém-conservada do vestido de noiva da Princesa Maria, bordada com flores emblemáticas do Império Britânico, ao lado de seus sapatos de noiva e um toucado floral” estava em exposição na Harewood House, residência dos Condes de Harewood, em setembro de 2019.

### Presentes
Um fundo para presentes foi criado pelo público antes do casamento. Os convidados tiveram uma visão privada dos presentes recebidos pelo casal no Palácio de Buckingham antes de serem exibidos no Palácio de St James.

### Cobertura
As autoridades da Abadia de Westminster instalaram uma câmera para capturar fotos do casal em sua saída, e o lucro da venda das fotos foi destinado ao fundo de restauração do local. As imagens do casamento também foram exibidas em salas de cinema para o público. O Hospital de Westminster também montou um pequeno estande para mostrar fotos do casamento e acrescentou £2.000 ao seu fundo.

## Após
Após o casamento, o casal voltou ao Palácio de Buckingham. A carruagem que transportava os noivos parou no Cenotáfio, onde Maria entregou um buquê de flores a um dos Grenadier Guards que o colocou ao pé do memorial enquanto a multidão permanecia em silêncio. No palácio, eles apareceram na varanda junto com o Rei, a Rainha e a Rainha Alexandra. O Rei também recebeu 100 pessoas para o café da manhã. O bolo de casamento tinha três camadas e decorações florais. À tarde o casal partiu para a Estação Paddington e embarcou em um trem para Weston Park, sede ancestral da família materna do noivo. Eles então viajaram para Itália e França, onde ficaram na casa do 8.º Conde de Granard, em Paris. Mais tarde, Maria teria dito: "É uma grande felicidade para mim poder permanecer em minha terra natal".